# Episodi di Doctor Who (serie televisiva 1963) (undicesima stagione)
Questa voce contiene l'elenco dei 26 episodi dell'undicesima stagione della serie TV Doctor Who, l'ultima interpretata da Jon Pertwee nel ruolo del Terzo Dottore. Questi episodi sono andati in onda nel Regno Unito dal 15 dicembre 1973 all'8 giugno 1974 e sono invece del tutto inediti in Italia.
Come per tutte le stagioni della serie classica, gli episodi vengono suddivisi in "macrostorie" (in inglese, serial) con una propria continuità narrativa e un proprio titolo, qui indicato nella colonna "Titolo serial" della tabella.
| nº | Titolo originale              | Titolo italiano | Prima TV UK      | Prima TV Italia | Titolo serial             |
| -- | ----------------------------- | --------------- | ---------------- | --------------- | ------------------------- |
| 1  | The Time Warrior I            |                 | 15 dicembre 1973 |                 | The Time Warrior          |
| 2  | The Time Warrior II           |                 | 22 dicembre 1973 |                 | The Time Warrior          |
| 3  | The Time Warrior III          |                 | 29 dicembre 1973 |                 | The Time Warrior          |
| 4  | The Time Warrior IV           |                 | 5 gennaio 1974   |                 | The Time Warrior          |
| 5  | Invasion I                    |                 | 12 gennaio 1974  |                 | Invasion of the Dinosaurs |
| 6  | Invasion of the Dinosaurs II  |                 | 19 gennaio 1974  |                 | Invasion of the Dinosaurs |
| 7  | Invasion of the Dinosaurs III |                 | 26 gennaio 1974  |                 | Invasion of the Dinosaurs |
| 8  | Invasion of the Dinosaurs IV  |                 | 2 febbraio 1974  |                 | Invasion of the Dinosaurs |
| 9  | Invasion of the Dinosaurs V   |                 | 9 febbraio 1974  |                 | Invasion of the Dinosaurs |
| 10 | Invasion of the Dinosaurs VI  |                 | 16 febbraio 1974 |                 | Invasion of the Dinosaurs |
| 11 | Death to the Daleks I         |                 | 23 febbraio 1974 |                 | Death to the Daleks       |
| 12 | Death to the Daleks II        |                 | 2 marzo 1974     |                 | Death to the Daleks       |
| 13 | Death to the Daleks III       |                 | 9 marzo 1974     |                 | Death to the Daleks       |
| 14 | Death to the Daleks IV        |                 | 16 marzo 1974    |                 | Death to the Daleks       |
| 15 | The Monster of Peladon I      |                 | 23 marzo 1974    |                 | The Monster of Peladon    |
| 16 | The Monster of Peladon II     |                 | 30 marzo 1974    |                 | The Monster of Peladon    |
| 17 | The Monster of Peladon III    |                 | 6 aprile 1974    |                 | The Monster of Peladon    |
| 18 | The Monster of Peladon IV     |                 | 13 aprile 1974   |                 | The Monster of Peladon    |
| 19 | The Monster of Peladon V      |                 | 20 aprile 1974   |                 | The Monster of Peladon    |
| 20 | The Monster of Peladon VI     |                 | 27 aprile 1974   |                 | The Monster of Peladon    |
| 21 | Planet of the Spiders I       |                 | 4 maggio 1974    |                 | Planet of the Spiders     |
| 22 | Planet of the Spiders II      |                 | 11 maggio 1974   |                 | Planet of the Spiders     |
| 23 | Planet of the Spiders III     |                 | 18 maggio 1974   |                 | Planet of the Spiders     |
| 24 | Planet of the Spiders IV      |                 | 25 maggio 1974   |                 | Planet of the Spiders     |
| 25 | Planet of the Spiders V       |                 | 1º giugno 1974   |                 | Planet of the Spiders     |
| 26 | Planet of the Spiders VI      |                 | 8 giugno 1974    |                 | Planet of the Spiders     |

## The Time Warrior
- Diretto da: Alan Bromly
- Scritto da: Robert Holmes
- Dottore: Terzo Dottore (Jon Pertwee)
- Compagni di viaggio: Sarah Jane Smith (Elisabeth Sladen)

### Trama
Nel Medioevo, una marmaglia di criminali trova l'astronave precipitata di un guerriero Sontaran. Nel frattempo il Dottore sta indagando sulla scomparsa di diversi scienziati da un complesso di ricerca top secret.

## Invasion of the Dinosaurs
- Diretto da: Paddy Russell
- Scritto da: Malcolm Hulke
- Dottore: Terzo Dottore (Jon Pertwee)
- Compagni di viaggio: Sarah Jane Smith (Elisabeth Sladen)

### Trama
Il Dottore e Sarah arrivano nella Londra degli anni settanta del XX secolo ma scoprono che la città è stata evacuata a causa di misteriose apparizioni di dinosauri.

## Death to the Daleks
- Diretto da: Michael E. Briant
- Scritto da: Terry Nation
- Dottore: Terzo Dottore (Jon Pertwee)
- Compagni di viaggio: Sarah Jane Smith (Elisabeth Sladen)

### Trama
Viaggiando nello spazio, il TARDIS viene prosciugato della sua energia e precipita sul pianeta Exxilon.

## The Monster of Peladon
- Diretto da: Lennie Mayne
- Scritto da: Brian Hayles
- Dottore: Terzo Dottore (Jon Pertwee)
- Compagni di viaggio: Sarah Jane Smith (Elisabeth Sladen)

### Trama
Il Terzo Dottore torna su Peladon, dove ancora una volta dovrà confrontarsi con la sacra bestia Aggedor.

## Planet of the Spiders
- Diretto da: Barry Letts
- Scritto da: Robert Sloman & Barry Letts
- Dottore: Terzo Dottore (Jon Pertwee), Quarto Dottore (Tom Baker)
- Compagni di viaggio: Sarah Jane Smith (Elisabeth Sladen)
- Ospite speciale: Brigadier Lethbridge-Stewart (Nicholas Courtney)

### Trama
Misteriosi avvenimenti in un ritiro di meditazione gestito da monaci tibetani sono collegati al pianeta blu Metebelis III e ad una colonia di mostruosi ragni evoluti. Al termine della storia il Dottore si rigenera nella sua quarta incarnazione.